# Спорново (Владимирская область)
Спорново — деревня в Александровском муниципальном районе Владимирской области России, входит в состав Андреевского сельского поселения.

## География
Деревня расположена в 22 км на северо-восток от центра поселения села Андреевского и в 40 км на северо-восток от райцентра города Александрова.

## История
В конце XIX — начале XX века деревня входила в состав Андреевско-Годуновской волости Александровского уезда, с 1926 году — в составе Андреевской волости. В 1859 году в деревне числилось 10 дворов, в 1905 году — 10 дворов, в 1926 году — 15 дворов.
С 1929 года деревня входила в состав Долгопольского сельсовета Александровского района, с 1948 года — в составе пригородной зоны города Александрова, с 1965 года — в составе Александровского района, с 2005 года — в составе Андреевского сельского поселения.

## Население
| 1859 | 1905 | 1926 | 2002 | 2010 | 2021 |
| ---- | ---- | ---- | ---- | ---- | ---- |
| 56   | ↗91  | ↘77  | ↗171 | ↘138 | ↗147 |

## Достопримечательности
На южной окраине деревни расположена полуразрушенная Церковь Троицы Живоначальной (1842—1858) села Долгополье.